# Данвил (Вашингтон)
Данвил (енгл. Danville) насељено је место без административног статуса у америчкој савезној држави Вашингтон.

## Демографија
По попису из 2010. године број становника је 34.
| Група             | 2000.    | 2010.      |
| Белци             | 0 (0,0%) | 32 (94,1%) |
| Афроамериканци    | 0 (0,0%) | 0 (0,0%)   |
| Азијати           | 0 (0,0%) | 0 (0,0%)   |
| Хиспаноамериканци | 0 (0,0%) | 0 (0,0%)   |
| Укупно            | 0        | 34         |